# Gowdahalli, Kolar
Gowdahalli là một làng thuộc tehsil Kolar, huyện Kolar, bang Karnataka, Ấn Độ.